# حزب الشباب الفنلندي
حزب الشباب الفنلندي أو الحزب الدستوري الفنوماني (بالفنلندية: Nuorsuomalainen Puolue أو Perustuslaillis-Suomenmielinen Puolue) كان حزبًا سياسيًا ليبراليًا [بحاجة لمصدر]وقوميًا في دوقية فنلندا[بحاجة لمصدر] الكبرى. بدأت كحركة إصلاحية من الطبقة العليا خلال سبعينيات القرن التاسع عشر[بحاجة لمصدر] وتشكلت كحزب سياسي في عام 1894.

## الخلفية
أدى فتح الاقتصاد الفنلندي من قبل الإمبراطور ألكسندر الثاني[بحاجة لمصدر][بحاجة لمصدر] إلى إفساح المجال للتفكير الاقتصادي الليبرالي. عارض الشباب الفنلنديون جهود الإفساح على أساس دستوري والتي بدأت خلال 1899-1905. خلال تلك الفترة، انضمت فصائل سياسية مختلفة إلى الحركة وتجمعها شئ مشترك (الإمبراطورية الروسية الاستبدادية). انفصلت الحركة عن الحركة الفنلندية الرئيسية، الحزب الفنلندي بسبب المنافسة السياسية بين جيلين سياسيين كان لهما وجهات نظر مختلفة حول الوضع الدستوري لفنلندا في الإمبراطورية الروسية[بحاجة لمصدر]. في عام 1907، بعد إضراب عام أنهى فترة الترويس الأولى[بحاجة لمصدر] وجلب الديمقراطية البرلمانية بالاقتراع العام وبرلمان من مجلس واحد إلى فنلندا، شارك حزب الشباب الفنلندي في أول انتخابات برلمانية فنلندية كحزب وسطي ذي عقلية ليبرالية. ومع ذلك، خلال القرن التاسع عشر، كانت هناك خلافات داخل الحزب حول خطه السياسي، وبعد الضغط من قبل روسيا، أصبحت الخلافات الرئيسية بين المجموعات المنفصلة مفتوحة، وكان هناك أيضًا نقاش حول إنشاء فصيلين أو حزبين منفصلين تمامًا. تم الاحتفاظ بالحزب رسميًا معًا، ولكن تم تقسيمه إلى مجموعتين رئيسيتين: «العصافير» (varpuset) بقيادة كارلو جوهو ستالبرغ  و «السنونو» (pääskyt) بقيادة جوناس كاسترين[بحاجة لمصدر] وبيهر إيفيند سفينهوفود. كانت «العصافير» فصيلًا ليبراليًا يسعى إلى الليبرالية الاجتماعية والإصلاحات الاجتماعية. تم توجيههم في البداية في السياسة الخارجية تجاه المملكة المتحدة وفرنسا، ولكن بعد الحرب الأهلية الفنلندية عام 1918 زاد دعمهم لألمانيا بشكل كبير. كان أعضاء «السنونو» محافظين بشكل أساسي، وجزئيًا محافظين في الأساس وجزءًا ليبراليين اقتصاديًا، الذين لم يشددوا على الحاجة إلى إصلاحات اجتماعية. خلال الحرب العالمية الأولى[بحاجة لمصدر] وخاصة بعد الحرب الأهلية، اتكأوا على ألمانيا. فضل بقوة الإمبراطورية الألمانية ودعم النظام السياسي الملكي لفنلندا. حث ستالبرغ على الديمقراطية الكاملة وتشكيل جمهورية في فنلندا. خلال هيمنة ألمانيا في عام 1918، انتصر الملكيون في المعركة السياسية وصوتت أغلبية واضحة من الشباب الفنلندي للأمير الألماني فريدريش كارل[بحاجة لمصدر] ليصبح ملكًا لفنلندا. فقط عدد قليل من الشباب الفنلنديين الآخرين صوتوا ضد الملكية.

## نهاية الحزب
بعد هزيمة ألمانيا في الحرب العظمى في أواخر عام 1918، انقسم حزب الشباب الفنلندي أخيرًا إلى حزبين جديدين. انضمت أقلية من الأعضاء في تشكيل حزب الائتلاف الوطني الملكي المحافظ (مع غالبية الحزب الفنلندي)، بينما انضمت الأغلبية إلى تشكيل الحزب التقدمي الوطني الجمهوري الليبرالي. بعد هزيمة الإمبراطورية الألمانية في الحرب العالمية الأولى، انهارت السياسة الملكية وأصبح ستالبرغ[بحاجة لمصدر]، كأول رئيس لفنلندا تم انتخابه في 25 يوليو 1919، زعيمًا لجمهورية فنلندا. تأسس حزب يميني اقتصادي صغير يحمل نفس الاسم، وفي التسعينيات حصل على مقعدين في البرلمان، لكنه خسرهما في الانتخابات التي تليها.

## للمطالعة
- Vesa Vares (2000): Varpuset ja pääskyt. Nuorsuomalaisuus ja Nuorsuomalainen puolue 1870-luvulta vuoteen 1918. (ردمك 951-746-161-5)

قالب:Young Europe